# Dendrodoris warta
Dendrodoris warta är en snäckart som beskrevs av Ev. Marcus och Er. Marcus 1976. Dendrodoris warta ingår i släktet Dendrodoris och familjen Dendrodorididae. Inga underarter finns listade i Catalogue of Life.